# Beatrix Kinderziekenhuis
Het Beatrix Kinderziekenhuis (BKZ) is een Gronings kinderziekenhuis, opgericht in 1889 en is geïntegreerd in het UMCG. Het is een belangrijk onderdeel hiervan en gericht op medische diagnostiek, behandeling en zorg voor kinderen in de leeftijd tot 18 jaar. Het is een organisatie waar meer dan 20 kinderspecialismen samenwerken in de behandeling van ernstig zieke kinderen.

## Geschiedenis
Naar aanleiding van zijn vijftigjarig jubileum als fabrikant in 1889 vatte de bekende Groninger ondernemer en weldoener W.A. Scholten het plan op om de stad Groningen een eigen markthal te schenken. De meningen over een geschikte locatie liepen echter nogal uiteen. Al met al duurde het Scholten te lang en op voorstel van de Groninger huisartsen Ranneft en Reilingh besloot hij daarop een kinderziekenhuis te stichten. Dit initiatief werd enthousiast ontvangen, vooral toen bleek dat de twee artsen bereid waren om geheel belangeloos en in hun vrije tijd in het ziekenhuis te werken.